# Atto di Pistoia
Atto o Attone (Beja, 1070 circa – Pistoia, 22 maggio 1153) è stato un abate e vescovo, forse di origine portoghese o secondo alcuni studiosi nativo della Val di Pesa. È venerato come santo dalla Chiesa cattolica.

## Biografia

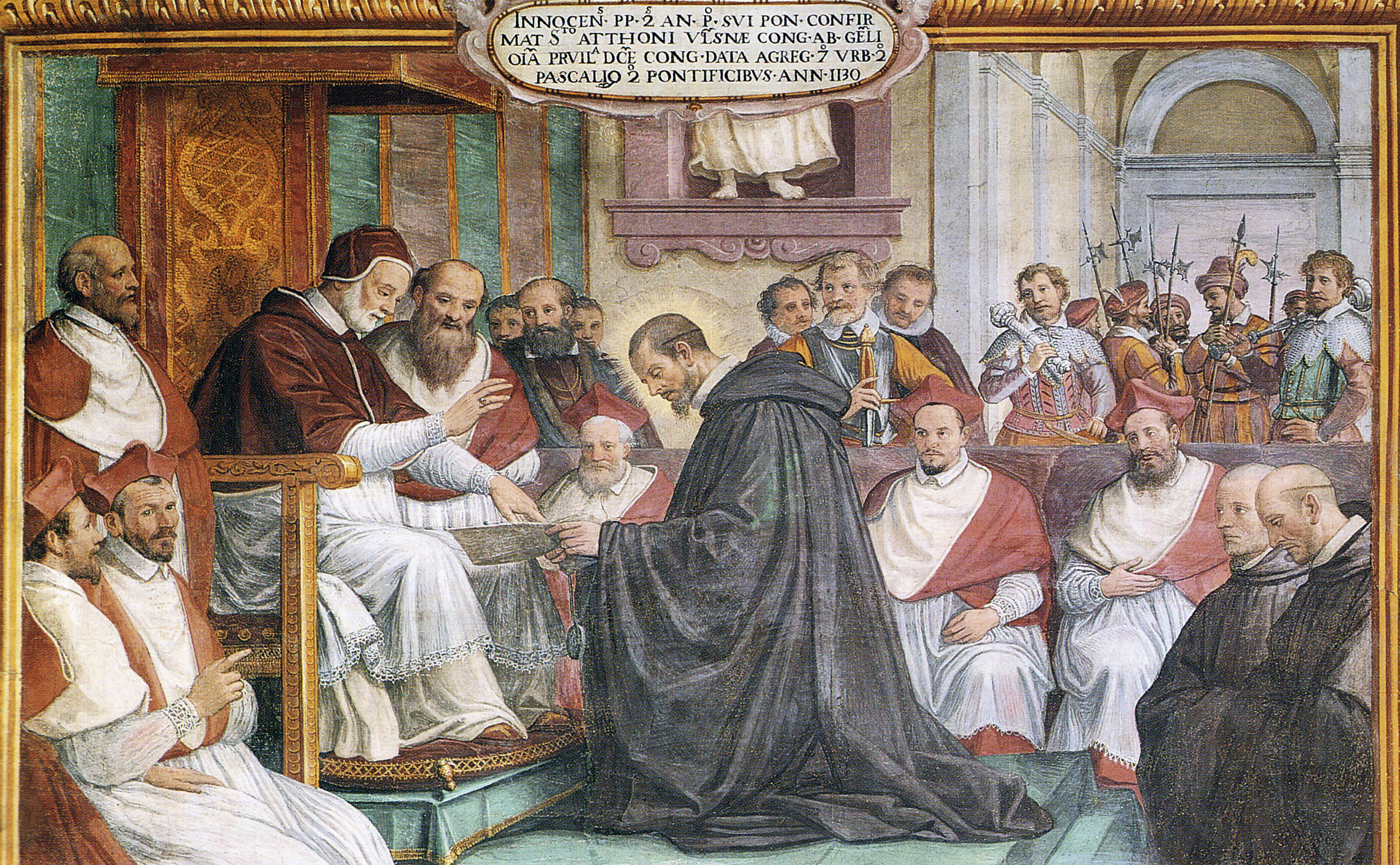
Incontro tra papa Innocenzo II e sant'Atto, affresco della Badia a Passignano

Nessuna certezza c'è sul luogo e sulla data di nascita, sulla sua famiglia e sulla sua infanzia. Nacque tra il 1070 e il 1080. A questa data si è giunti in seguito alla ricognizione sulla salma fatta nel 1953, da tale ricognizione sembra che sia morto tra i settantacinque e gli ottanta anni di età ed essendo morto nel 1153 si è potuto stabilire ad un periodo più preciso per la nascita. Alcuni autori lo ritengono nativo della Toscana e precisamente nella Val di Pesa, probabilmente a Passignano, ma generalmente si prende per buona la tradizione sviluppatasi dal XVI secolo in poi che lo vuole nativo di Beja, una città portoghese nell'Alentejo.
Quel che è certo è che all'inizio del XII secolo si trovava nell'Abbazia di Vallombrosa, dove divenne il successore dell'abate generale Amario intorno al 1120. Da abate generale dell'ordine ne difese le prerogative e i privilegi. A lui si deve la fondazione del monastero di San Donato in Borgo a Siena e nella diocesi di Cremona della comunità vallombrosana di Torre Trentina dove fondò una chiesa dedicata a san Vigilio.
Era un grande esperto di sacre scritture e a lui si devono un Commentario o Libro sulle Epistole, oggi perduto, e le biografie di san Giovanni Gualberto, di san Barnaba e del beato Bernardo degli Uberti, vescovo di Parma deceduto il 4 dicembre 1133.
Da papa Innocenzo II venne nominato vescovo di Pistoia il 21 dicembre 1134, ma anche da vescovo continuò a seguire la regola dell'Ordine Vallombrosano partecipando a numerosi capitoli e ricoprendo la carica di Visitatore di monasteri.
La sua autorità era apprezzata anche presso la corte papale dove spesso venne chiamato per risolvere delle controversie. Come quando nel 1125, dopo la distruzione di Fiesole, i fiorentini chiesero la sua intercessione presso papa Onorio II o come quando fece da arbitro nella contesa che oppose gli arcivescovi di Pisa e di Lucca per il controllo del Castello di Vada. Da vescovo di Pistoia fondò tre ospedali uno dei quali dedicato a San Giacomo, il cui culto nella diocesi pistoiese era particolarmente vivo. Dall'arcivescovo di Santiago di Compostela, Diego Gemírez, ottenne in dono una reliquia del santo da portare a Pistoia.
Morì il 21 giugno 1153 ma la data è controversa. Secondo alcuni studiosi sarebbe morto il 22 maggio 1143 o 1155. La sua salma venne sepolta nella chiesa di Santa Maria in Corte, dove ora sorge il Battistero di Pistoia.

## Culto
Il suo corpo venne sottoposto ad una ricognizione nel 1337 e risultò intatto. Venne traslato nella cattedrale di Pistoia e il suo sepolcro venne realizzato da Leonardo Marcacci. Il suo culto fu vivo nella diocesi pistoiese e nell'ambito vallombrosano. Venne canonizzato da papa Clemente VIII il 24 gennaio 1605. 
La sua festa ricorre il 22 maggio.
(Martirologio Romano)